# Зассен, Андреас
Андреас Зассен (нем. Andreas Sassen; 14 января 1968, Эссен, Северный Рейн-Вестфалия — 17 октября 2004, Эссен, Северный Рейн-Вестфалия) — немецкий футболист, полузащитник.

## Биография
В начале восьмидесятых он считался одним из наиболее талантливых футболистов Западной Германии, привлекался в юношеские сборные Германии. Первый профессиональный договор он подписал с командой «Шварц-Вайс» из родного Эссена, затем играл за «Байер» из Юрдингена, а летом 1993 года перешёл в клуб первой бундеслиги «Гамбург». Вскоре у полузащитника возникли серьёзные проблемы с режимом. 
Зимой 1993 года он был задержан дорожной полицией за езду в нетрезвом виде. Датчик зафиксировал у Зассена 1,6 промилле. Футболист заплатил штраф в 12 500 марок.
Летом 1994 года «Гамбург» расторг контракт с футболистом, и Зассен перешёл в дрезденское «Динамо».
В 1996 году подписал контракт с днепропетровским «Днепром». Стал первым немецким легионером в истории постсоветского футбола. В Днепропетровске Зассен продолжал увлекаться спиртными напитками.
В Германии ему удалось заключить контракт с клубом второй бундеслиги «Ваттеншайд», но, поехав на первый же сбор с новой командой в Португалию, Зассен снова попал в центр скандала. В тренировочном лагере он стал встречаться с голландской барменшей, о чём узнала жена Зассена Петра, и она объявила об уходе, несмотря на то, что их ребёнку было девять недель.
В августе 1997 года Зассен был арестован за дебош в одном из баров Эссена. С футбольной карьерой Зассен закончил ещё до своего тридцатилетия. В Эссене получил должность служащего в муниципалитете. Пить не бросил, что косвенно и стало причиной его смерти.
В воскресенье 17 октября 2004 года сын сожительницы Зассена, придя домой, обнаружил его лежащим на полу. У Андреаса случился инсульт, он был доставлен в клинику, где и скончался.